# Carcinom bazocelular
Carcinomul bazocelular este unul dintre cele mai frecvente subtipuri histologice de tumori maligne ale pielii. Se mai numește carcinom trichoblastic, epiteliom bazocelular sau bazaliom (ultimele trei denumiri au fost folosite, cu precădere, anterior introducerii ghidurilor standardizate de nomenclatură și clasificare a tumorilor).

## Epidemiologie
Cel mai adesea apare după vârsta de cincizeci de ani, dar în cazuri foarte rare poate să apară la copii și adolescenți. Apare cu o frecvență egală la bărbați și femei.

## Etiologie
Principalele cauze ale carcinomului bazocelular sunt expunerea la soare, expunerea la temperaturi ridicate și radiații ionizante, expunerea la agenți cancerigeni (arsenic, gudron, funingine, unii coloranți).

## Caracteristici
Are o evoluție lentă – însă cu caracter local distructiv și creștere infiltrativă, recidivează – însă nu dă metastaze. Se localizează de predilecție pe pielea feței și a gâtului. 